# Prefettura apostolica di Xinxiang
La prefettura apostolica di Xinxiang (in latino: Praefectura Apostolica Sinsiangensis) è una sede della Chiesa cattolica in Cina. Nel 1950 contava 16.040 battezzati su 1.200.000 abitanti. La sede è vacante.

## Territorio
La prefettura apostolica comprende per intero la città-prefettura di Xinxiang, nella parte settentrionale della provincia cinese dello Henan.
Sede prefettizia è la città di Xinxiang.

## Storia
La prefettura apostolica di Xinxiang (Sinsiang) è stata eretta il 7 luglio 1936 con la bolla Ad maiorem di papa Pio XI, ricavandone il territorio dal vicariato apostolico di Weihuifu (oggi diocesi di Jixian).
Dal 1991 vescovo della prefettura apostolica è Joseph Zhang Weizhu, approvato dalla Santa Sede, che è stato arrestato dalle autorità cinesi il 21 maggio 2021.

## Cronotassi dei vescovi
Si omettono i periodi di sede vacante non superiori ai 2 anni o non storicamente accertati.
- Thomas Megan, S.V.D. † (7 luglio 1936 - 1948 dimesso)
- Johannes Schütte, S.V.D. † (1948 - 18 novembre 1971 deceduto)[3]
  - Sede vacante
  - Joseph Zhang Weizhu, consacrato il 27 ottobre 1991

## Statistiche
La prefettura apostolica al termine del 1950 su una popolazione di 1.200.000 persone contava 16.040 battezzati, corrispondenti all'1,3% del totale.
| anno | popolazione | popolazione | popolazione | presbiteri | presbiteri | presbiteri | presbiteri                | diaconi | religiosi | religiosi | parrocchie |
| anno | battezzati  | totale      | %           | numero     | secolari   | regolari   | battezzati per presbitero | diaconi | uomini    | donne     | parrocchie |
| ---- | ----------- | ----------- | ----------- | ---------- | ---------- | ---------- | ------------------------- | ------- | --------- | --------- | ---------- |
| 1950 | 16.040      | 1.200.000   | 1,3         | 25         | 3          | 22         | 641                       |         | 3         | 16        | 13         |